# Гедемура (комуна)
Комуна Гедемура (швед. Hedemora kommun) — адміністративно-територіальна одиниця місцевого самоврядування, що розташована в лені Даларна у центральній Швеції.
Гедемура 126-а за величиною території комуна Швеції. Адміністративний центр комуни — місто Гедемура.

## Населення
Населення становить 15 081 чоловік (станом на вересень 2012 року). 
| Кількість населення комуни Гедемура за 1970-2010 роки | Кількість населення комуни Гедемура за 1970-2010 роки | Кількість населення комуни Гедемура за 1970-2010 роки | Кількість населення комуни Гедемура за 1970-2010 роки | Кількість населення комуни Гедемура за 1970-2010 роки |
| ----------------------------------------------------- | ----------------------------------------------------- | ----------------------------------------------------- | ----------------------------------------------------- | ----------------------------------------------------- |
| Рік                                                   |                                                       |                                                       | Населення                                             |                                                       |
| 1970                                                  | 1970                                                  |                                                       | 16 836                                                | 16 836                                                |
| 1975                                                  | 1975                                                  |                                                       | 16 736                                                | 16 736                                                |
| 1980                                                  | 1980                                                  |                                                       | 17 063                                                | 17 063                                                |
| 1985                                                  | 1985                                                  |                                                       | 16 894                                                | 16 894                                                |
| 1990                                                  | 1990                                                  |                                                       | 16 855                                                | 16 855                                                |
| 1995                                                  | 1995                                                  |                                                       | 16 879                                                | 16 879                                                |
| 2000                                                  | 2000                                                  |                                                       | 15 857                                                | 15 857                                                |
| 2005                                                  | 2005                                                  |                                                       | 15 494                                                | 15 494                                                |
| 2010                                                  | 2010                                                  |                                                       | 15 164                                                | 15 164                                                |
| Джерело: SCB                                          |                                                       |                                                       |                                                       |                                                       |

## Населені пункти
Комуні підпорядковано 6 міських поселень (tätort) та низка сільських, більші з яких:
- Гедемура (Hedemora)
- Лонґсгиттан (Långshyttan)
- Вікмансгиттан (Vikmanshyttan)
- Ґарпенберґ (Garpenberg)
- Вестербю (Västerby)
- Гусбю (Husby)
- Бака (Backa)

## Міста побратими
Комуна підтримує побратимські контакти з такими муніципалітетами:
- Комуна Нур-Фрон, Норвегія
- Векелакс, Фінляндія
- Нюстед, Данія
- Бауска, Латвія

## Галерея

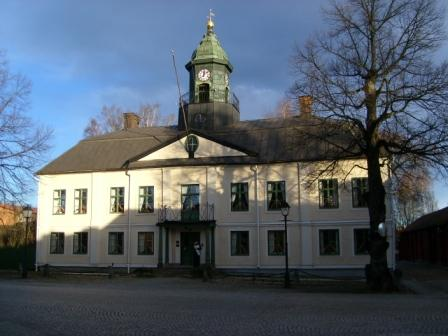
Ратуша (Гедемура)
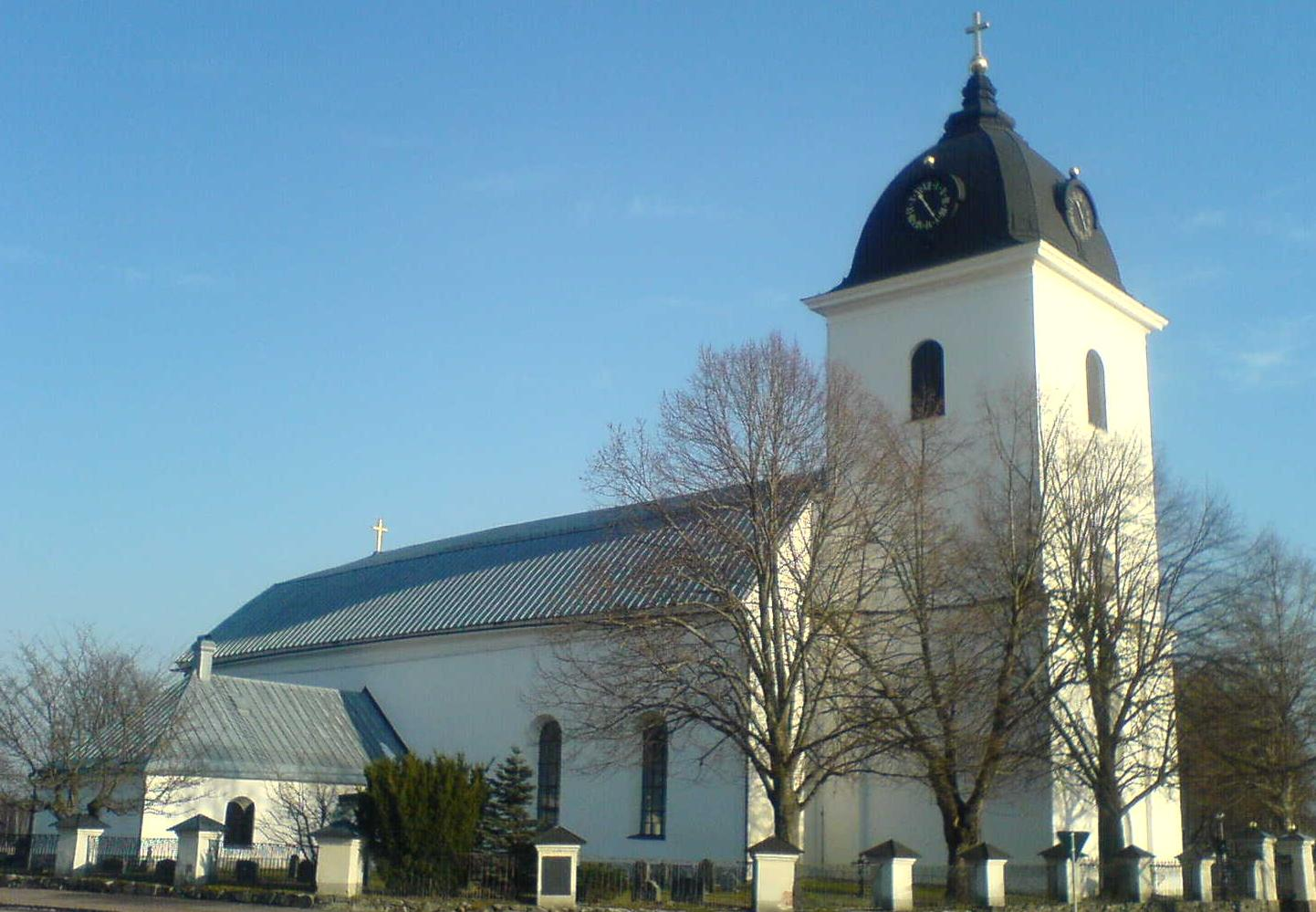
Церква (Гусбю)
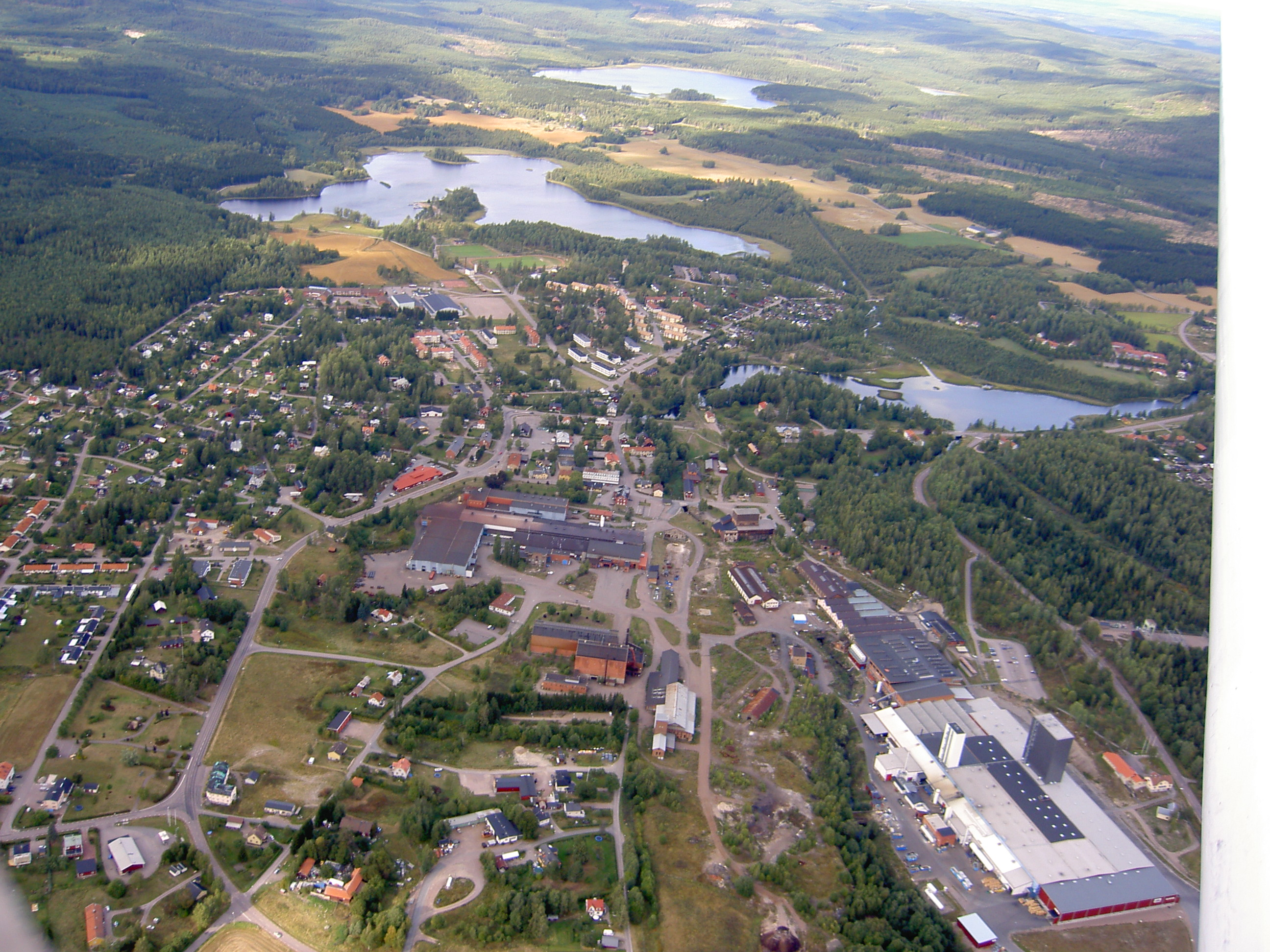
Містечко Лонґсгиттан
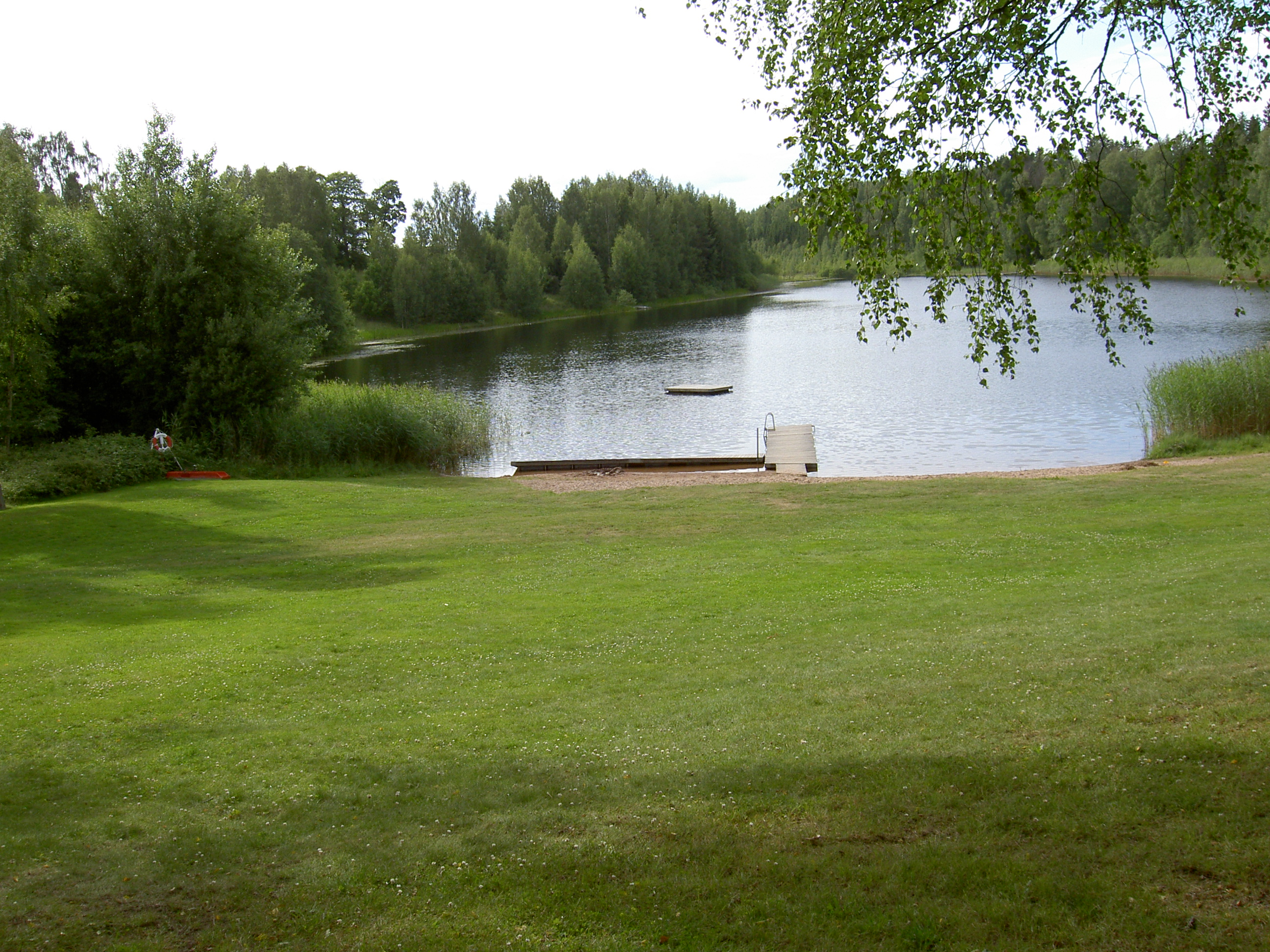
Озеро Матсбушен

## Виноски
1. ↑  https://hedemora.se/wp-content/uploads/2022/12/kommunfullmaktige-2022-12-13-172-207.pdf
2. ↑  https://hedemora.tromanpublik.se/viewPerson.jsf?id=2689
3. ↑  https://hedemora.se/wp-content/uploads/2022/10/protokoll-ks-2022-04-12-28-43.pdf
4. ↑  https://www.svt.se/nyheter/lokalt/dalarna/ola-gilen-s-tvingas-lamna-sitt-uppdrag-som-kommunstyrelsens-ordforande-i-hedemora
5. ↑  https://hedemora.se/wp-content/uploads/2022/12/kf-2019-06-18-102-128.pdf
6. ↑  https://www.falukuriren.se/2009-05-18/doldis-tar-over-i-hedemora
7. ↑  Folkmangd i riket, lan och kommuner (шв.) . Центральне бюро статистики Швеції. Архів оригіналу за 20 серпня 2013. Процитовано 17 лютого 2013.